# آنا إدواردز
آنا إدواردز (بالإنجليزية: Anna Edwards)‏ هي فارسة ‏ بريطانية، ولدت في 10 مايو 1984.